# Tucà bec-roig
El tucà bec-roig (Andigena hypoglauca) és una espècie d'ocell de la família dels ramfàstids (Ramphastidae) que habita la selva humida dels Andes del sud de Colòmbia i est de l'Equador i del Perú.